# Saša Ilić
Saša Ilić (Požarevac, 30. prosinca 1977.) bivši je srbijanski nogometaš.
Igrao je skoro 10 godina za Partizan prije nego što je otišao u španjolsku Celtu Vigo 2004. godine. 2005. je potpisao za Galatasaray, gdje je dao dva gola odmah u svojoj prvoj utakmici u turskoj ligi.
Za reprezentacije Srbije i Crne Gore te Srbije igrao je 37 utakmicu i postigao četiri gola.

## Vanjske poveznice
- Profil na Transfermarktu
- Profil na Soccerwayu